# El Torno (Grado)
El Torno (en asturiano y oficialmente El Tornu) es un lugar de la parroquia de Pereda con categoría de caserío perteneciente al municipio de Grado, en la provincia de Asturias y la Comunidad Autónoma del Principado de Asturias (España), con una población que ha variado entre 11 y 8 habitantes entre el año 2000 y el 2006.
El Torno se sitúa en la ribera del río Vega, orientado al sur, a 200-210 m de altitud. Dista de la capital 11 km; se accede por la AS-311, desviándose en San Pedro Los Burros por la GR-4, en cuyos márgenes se asientan las edificaciones que conforman la entidad.
Las poblaciones más cercanas son: El Cabañin, que está a tan solo 1,4 km y San Pedro de los Burros(3 km).

## Entorno
Enclavado en un angosto valle , se encuentra rodeado de bosques compuestos principalmente por castaños (Castanea sativa) habitados por gran variedad de fauna silvestre entre la que cabe destacar una población de garza real (Ardea cinerea), presente durante todo el año, o la nutria (Lutra lutra) que también frecuenta la ribera del citado rio.  

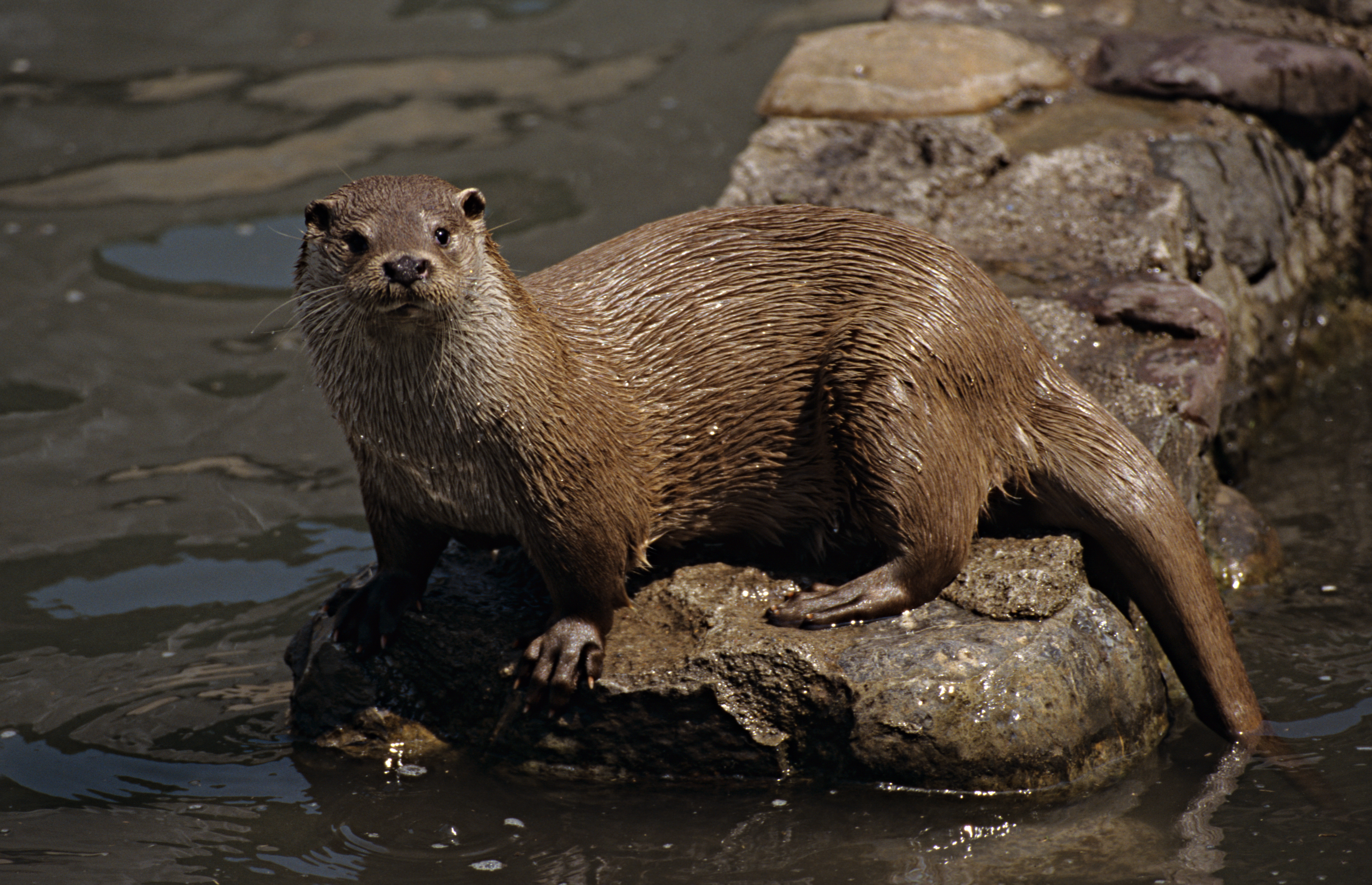
Nutria(Lutra lutra)

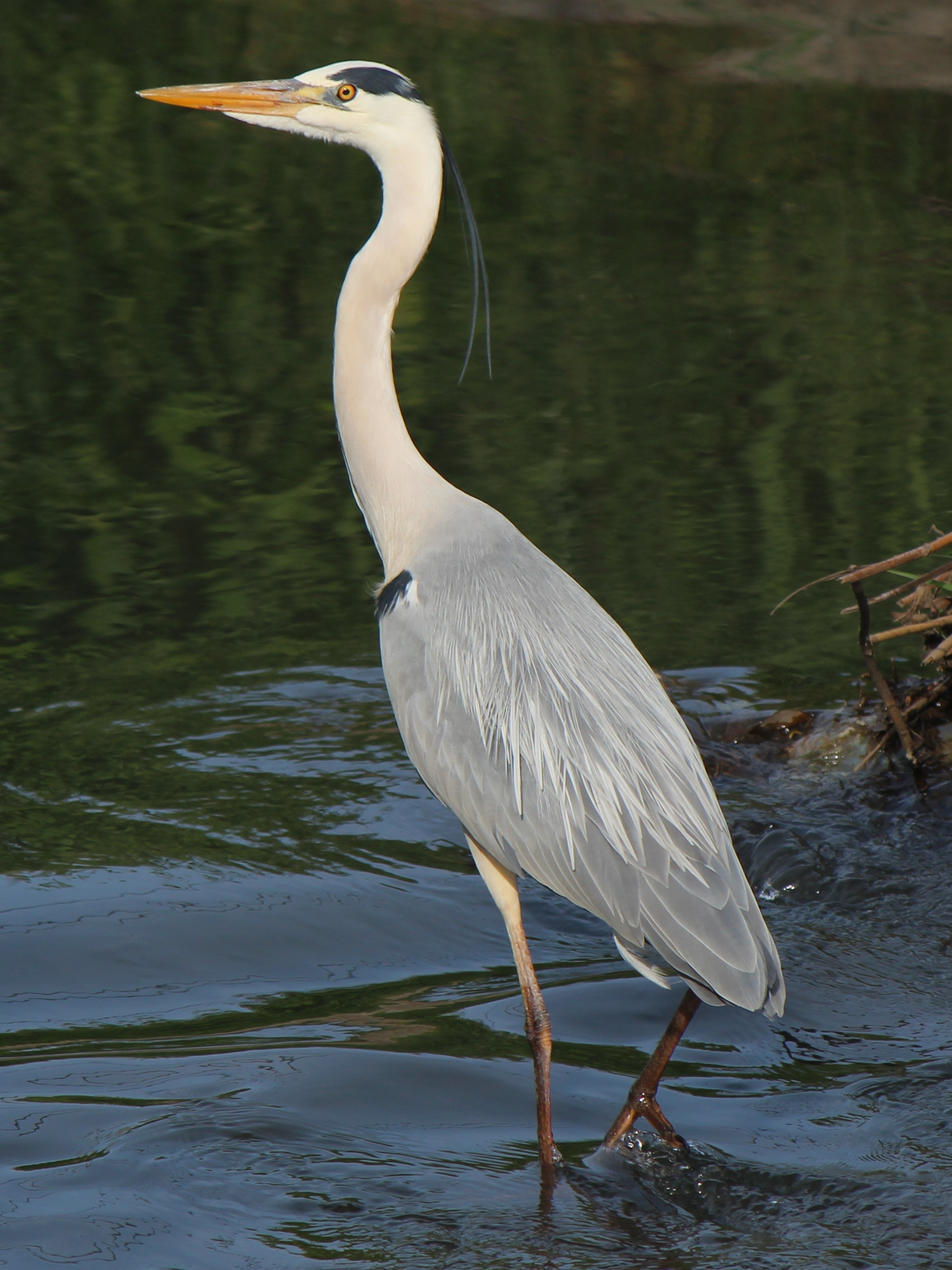
Garza real(Ardea cinerea)

## Dónde comer
- Ca Pachín: en el corazón de Asturias, en plena naturaleza, a un paso de Somiedo se encuentra Ca Pachin, en el concejo de Grado, población próxima donde podemos visitar su mercado dominical.